# HOTO-toren

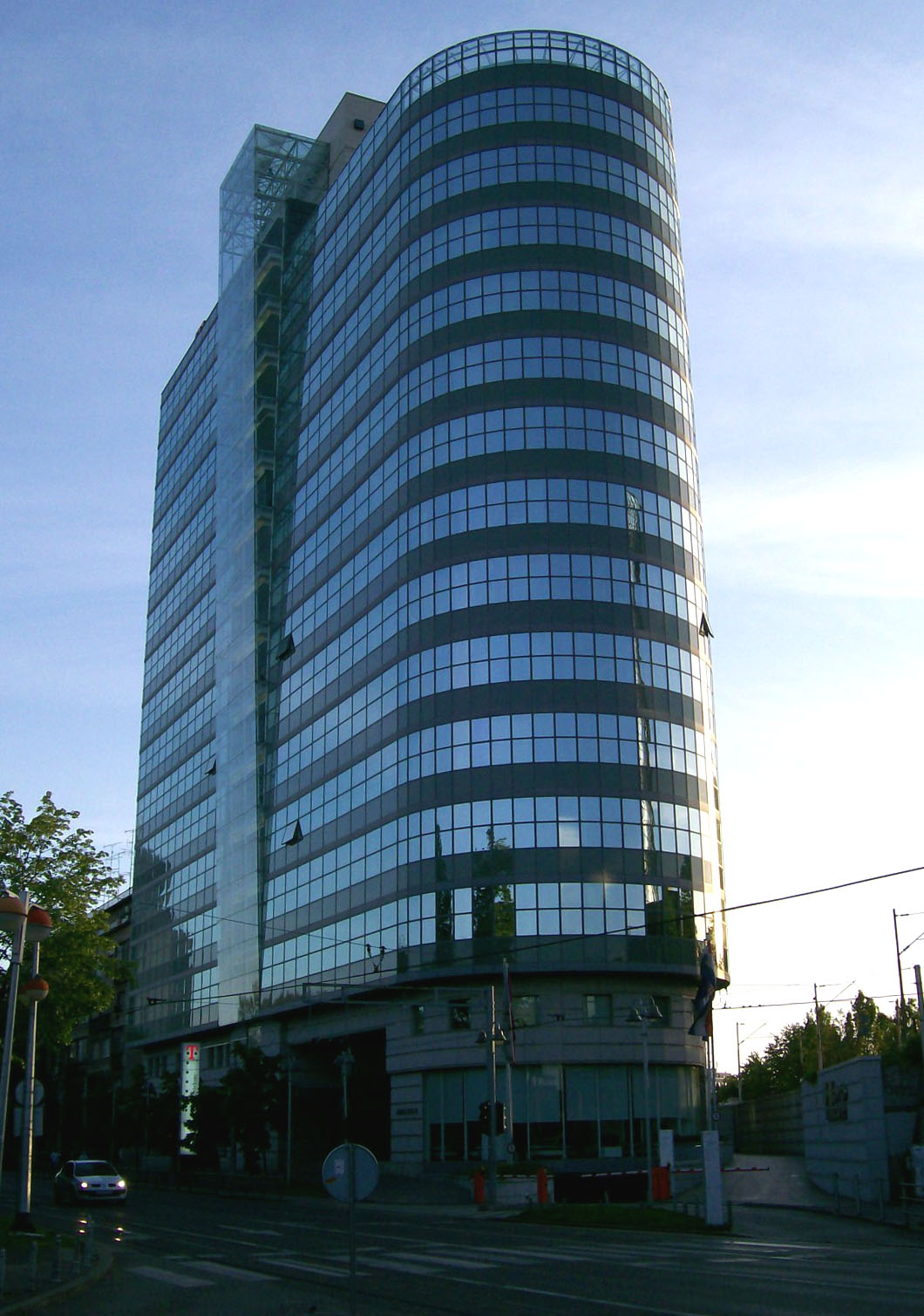
De toren in 2008

De HOTO-toren (HOTO toranj) is de eerste naoorlogse wolkenkrabber in de Kroatische hoofdstad Zagreb. De HOTO toren werd in 2004 gebouwd en staat tussen de Cibonatoren en de Zagrepčanka. Het gebouw is ongeveer 60 meter hoog en heeft 17 verdiepingen.
In eerste instantie zou het gebouw 22 verdiepingen krijgen, en een hoogte van 90 meter. Deze plannen werden gewijzigd in verband met gebrek aan parkeerplaatsen.
Binnen het gebouw zitten de kantoren van T-Mobile en Deutsche Telekom.